# 윌리엄 시볼드
윌리엄 조지프 시볼드(William Joseph Sebald, 1901년 11월 5일 ~ 1980년 8월 10일)는 미국의 군인, 법조인, 외교관, 정치인, 대학 교수이다.

## 생애

### 약력
- 미국 메릴랜드주 볼티모어 출생.
- 1922년 미국 해군사관학교 졸업.
- 1925년 일본 주재 미국 대사관에 무관으로 배속.
- 1925년 일본 가루이자와 역에서 일본어를 배울 때 미 해군 일본어 코스 교습 과정 입문.
- 1927년 일본계 영국인 여성(장모가 일본인)과 결혼.
- 1928년 일본 가루이자와역에서 일본어 배울 때 미 해군 일본어 코스 교습 과정 완료.
- 1933년 일본 고베에서 변호사 생활.
- 1941년 일본 고베에서 변호사 생활 마감.
- 1942년 일본 주재 미국 대사관에 다시 무관으로 임명.
- 1945년 일본 주재 미국 대사관 대사.
- 1946년 일본 주재 미국 대사관 집정대사(1952년 퇴임).
- 1945년 12월 3일 연합군최고사령부(SCAP=GHQ) 임시 일본 주재 미국 정치고문실(POLAD-Japan) 참모 겸 연합군 외교보조단 특별보좌역.
- 1947년 7월 27일 일본 도쿄 주재 연합군 외교보조단 외교관.
- 1947년 8월 11일 일본 도쿄 주재 연합군 정치고문단 참사관.
- 1947년 9월 2일 연합국 대일이사회 위원 겸 의장.
- 1948년 10월 1일 일본 주재 미국 대사관 대사 겸 공사.
- 1949년 1월 7일 일본 주재 미국 대사관 정치고문 대리.
- 1950년 5월 23일 일본 주재 미국 대사관 1급 외교관.
- 1950년 10월 11일 대사급 도쿄 주재 연합군 최고사령부 미 정치고문.
- 1952년 4월 25일 버마 주재 미국 대사관 전권대사.
- 1954년 11월 1일 국무부 극동담당차관보.
- 1956년 3월 7일 오스트레일리아 주재 미국 대사관 공사.
- 1957년 오스트레일리아 대사관 대사.
- 1961년 오스트레일리아 대사관 대사 직위에서 퇴임.

### 학력
- 1922년 미국 해군사관학교 문학사
- 1923년 미국 미주리 종합군사학원 졸업
- 1929년 미국 볼티모어 폴리테크닉 대학교 기계공학과 학사
- 1933년 미국 메릴랜드 주립대학교 법학과 학사
- 1945년 일본 도쿄 대학교 대학원 법학석사
- 1949년 일본 도쿄 대학교 대학원 법학박사

### 일본의 섭정(1946~1952)
1945년부터 이듬해 1946년까지 일본 주재 미국 대사관 대사를 거쳐 1946년부터 1952년까지 일본 주재 미국 대사관 집정대사를 지낸 그는 1945년부터 이듬해 1946년까지 1년간 일본의 섭정을 지낸 더글러스 맥아더(Douglas MacArthur) 미국 육군 원수의 뒤를 이어 1946년부터 1952년까지 일본 주재 미국 대사관 대사의 지위로 6년간 일본 히로히토 쇼와 천황 대신 일본의 실권을 잡아 일본의 섭정(일본 주재 미국 대사관 집정대사)을 맡은 적이 있다.

### 친일 관련 입장
시볼드는 태평양 전쟁의 책임은 일본의 정치.경제.사상의 구조적 문제가 아니라 극소수 '군국주의자'들에게 있다고 생각했다. 자신의 친일적 입장을 일본의 공산주의화 저지, 즉 반공주의로 정당화하려고 했다.

## 같이 보기
- 더글러스 맥아더
- 독도